# Curse and Chapter
Curse and Chapter è un album discografico del gruppo musicale heavy metal britannico Hell, pubblicato nel anno 2013 dall'etichetta discografica Nuclear Blast.

## Il disco
L'album consta di 12 brani, prodotti in differenti periodi della carriera della band, quindi sia da brani risalenti al periodo degli esordi che a inediti prodotti nei periodi immediatamente precedenti alla release del disco. Il disco riprende le tematiche trattate nell'album Human Remains, essendo proprio la opening track a citare direttamente il titolo dell'album precedente. Rispetto al predecessore, questo disco ha una timbrica più incisiva e il sound si inasprisce, sfiorando di più il thrash che in passato.
Esiste anche una versione dell'album in formato digipack contenente il CD e un DVD bonus, dal titolo The Greatest Show on Earth as it is in... Hell, con brani tratti da due concerti tenuti all'Assembly Rooms di Derby e al Bloodstock Open Air.
La canzone The Age of Nefarious appare anche sull'omonimo EP uscito, in vinile 10", un mese prima dell'album. Il brano Harbringer Of Death è una cover dei Race Against Time, la prima band di David Halliday, il cantante originale degli Hell scomparso nel 1987.

## Tracce
1. Gehennae Incendiis – 1:47 (Bower, Kev)
2. The Age of Nefarious – 3:47 (Bower Kev; Sneap Andy)
3. The Disposer Supreme – 6:53 (Kev Bower)
4. Darkhangel – 7:15 (Bower, Kev; Sneap, Andy)
5. Harbinger Of Death – 4:56 (Halliday, Dave G. / Short, Alan)
6. End Ov Days – 5:34 (Sneap, Andy)
7. Deathsquad – 5:14 (Bower, Kev)
8. Something Wicked This Way Comes – 5:10 (Bower, Kev)
9. Faith Will Fall – 3:48 (Sneap, Andy)
10. Land Of The Living Dead – 4:09 (Bower, Kev; Halliday, Dave G.)
11. Deliver Us From Evil – 4:45 (Bower, Kev; Halliday, Dave G.)
12. A Vespertine Legacy – 4:45 (Bower, Kev)

### Tracce DVD bonus
The Greatest Show on Earth as it is in... Hell
Live at Derby Assembly Rooms
1. Let Battle Commence
2. Something Wicked This Way Comes
3. Plague and Fyre
4. The Devil's Deadly Weapon
5. Save Us from Those Who Would Save Us

Live at Bloodstock Open Air
1. Darkhangel
2. The Quest
3. Blasphemy and the Master

## Formazione
- David Bower – voce
- Kev Bower – chitarre, tastiere
- Andy Sneap – chitarre
- Tony Speakman – basso
- Tim Bowler – batteria